# Peres Jepchirchir
Peres Jepchirchir (27 de setembro de 1993) é uma fundista queniana, campeã olímpica da maratona e vencedora das maratonas de Nova York, Boston e Londres.
Tricampeã no individual e por equipes no Campeonato Mundial de Meia Maratona, quebrou duas vezes o recorde mundial da prova, o último deles em Gdynia, Polônia, em outubro de 2020, estabelecendo a marca de 1:05:16.  Ainda em outubro, venceu a Maratona de Valência   com a marca de 2:17:16, o que a credenciou para integrar a equipe feminina queniana que disputaria a maratona olímpica em Tóquio. Em Tóquio 2020, conquistou a medalha de ouro numa disputa sob forte calor e decidida apenas no fim, derrotando sua compatriota e recordista mundial da maratona Brigid Kosgei, com a marca de 2:27:20. 
Em novembro de 2021, disputou pela primeira e venceu a Maratona de Nova York, em 2:22:39. Em abril de 2022 venceu a Maratona de Boston em 2:21:01.
Em abril de 2024 venceu a Maratona de Londres, derrotando a recordista mundial etíope Tigst Assefa, com a marca de 2:16:16, sua melhor marca pessoal. Esta marca é o recorde mundial feminino para maratonas não-mistas.
Ela retornou aos Jogos Olímpicos em Paris 2024 para defender seu título, mas ficou apenas em 15º lugar com o tempo de 2:26:51.